# Галасничні
Галасничні (Criniferinae) — підродина птахів родини туракових (Musophagidae). Містить 5 видів у двох родах. Поширені в Африці.

## Види
- Рід Сірий галасник (Corythaixoides)
  - Галасник білочеревий (Corythaixoides leucogaster)
  - Галасник сірий (Corythaixoides concolor)
  - Галасник гологорлий (Corythaixoides personatus)
- Рід Галасник (Crinifer)
  - Галасник сенегальський (Crinifer piscator)
  - Галасник руандійський (Crinifer zonurus)